# Karl Bostelmann
Karl Bostelmann(vollständiger Name Karl Louis Georg Bostelmann oder Carl Louis Georg Bostelmann; und Carl Bostelmann; * 22. Januar 1824 oder 1825 in Hannover; † 24. August 1912 in Beverstedt oder Hannover) war ein deutscher  Miniaturenmaler sowie Hof- und Porträtmaler am königlichen Hof in Hannover.

## Leben
Bostelmann absolvierte seine Ausbildung in Hamburg bei Barkhahn. Ab 1840 war er Kopist an der Galerie in Dresden. Auch wirkte er in Düsseldorf, München und Wien. 1843 reiste er über Venedig und Florenz nach Rom, wo er von 1844 bis 1846 blieb. Hier schloss er sich Johannes Riepenhausen, Carl Rahl, Ernst Willers und Karl Lindemann-Frommel an und verkehrte bei Peter von Cornelius und Friedrich Overbeck. Gefördert wurde er durch den Gesandten August Kestner in Rom.
Am 29. April 1845 und 30. April 1846 nahm er an den Cervarofesten der Ponte-Molle-Gesellschaft teil.
Von 1847 bis 1866 war er am Hof von Hannover als Miniaturen-Porträt-Maler engagiert, wo er die königliche Familie und die des Kronprinzen in Oldenburg porträtierte. Auch fertigte er große Öl-Porträts an. Danach wirkte er in Hamburg und wieder in Hannover.
Insbesondere in Hannover erinnerten Bostelmanns originelle Porträts von Zeitgenossen noch lange in Ahles Weinstuben an den Miniaturmaler.
Als Ruheständler zog er sich nach Wachholz bei Beverstedt zurück, wo er seit 1858 das Gut Wachholz besaß. Er führte eine ausgiebige Korrespondenz mit seinen Kindern (eine Tochter und drei Söhne) in Hoboken (New Jersey).
1896 verkaufte Karl das Gut Wachholz und erwarb ein kleines Haus in der Beverstedter Hindenburgstraße. Er verstarb in Beverstedt am 24. August 1912 und wurde auf dem Geestemünder Friedhof neben seiner Frau begraben. Sie starb zuvor, ebenfalls in Beverstedt, im Jahre 1904.

## Bekannte Werke
- um 1880: Ölbild des Obergerichts-Vizedirektors Joseph Heinichen[8]

## Archivalien
Archivalien von und über Carl Bostelmann finden sich beispielsweise
- als Akte unter dem Titel Kaufvertrag zwischen den Eheleuten Hofbesitzer Matthias Schröder und Caroline, geb. Lamberg, zu Wachholz und Carl Bostelmann zu Hannover über einen Vollhof zu Wachholz für die Laufzeit von 1858 im Niedersächsischen Landesarchiv (Standort Stade), Archivsignatur NLA ST Rep. 72/172 Geestemünde Nr. 04738[5]